# می هاما
می هاما (انگلیسی: Mie Hama؛ زادهٔ ۲۰ نوامبر ۱۹۴۳) یک هنرپیشه اهل ژاپن است. 
از فیلم‌ها یا برنامه‌های تلویزیونی که وی در آن نقش داشته است می‌توان به کینگ کونگ در برابر گودزیلا، شما فقط دو بار زندگی می‌کنید و ابرهای پراکنده اشاره کرد.